# Грайф (судно)
«Грайф» (нем. Greif) — бригантина, которая принадлежит городу Грайфсвальд и служит учебным целям.
В ГДР судно в 1952—1990 годах носило имя первого президента страны Вильгельма Пика, который участвовал в первом рейсе судна. Судно было подарком земли Мекленбург — Передняя Померания Вильгельму Пику по случаю его 75-го дня рождения. Но поскольку тот отказался от подарка, судно в 1952 году пошло во владение Общества спорта и техники.
Самый длинный рейс судно совершило в 1957 году: за 99 дней оно прошло 8000 морских миль (около 14 800 км) и посетило Албанию, Болгарию, Румынию и город Одесса.